# 우에무라 나오미

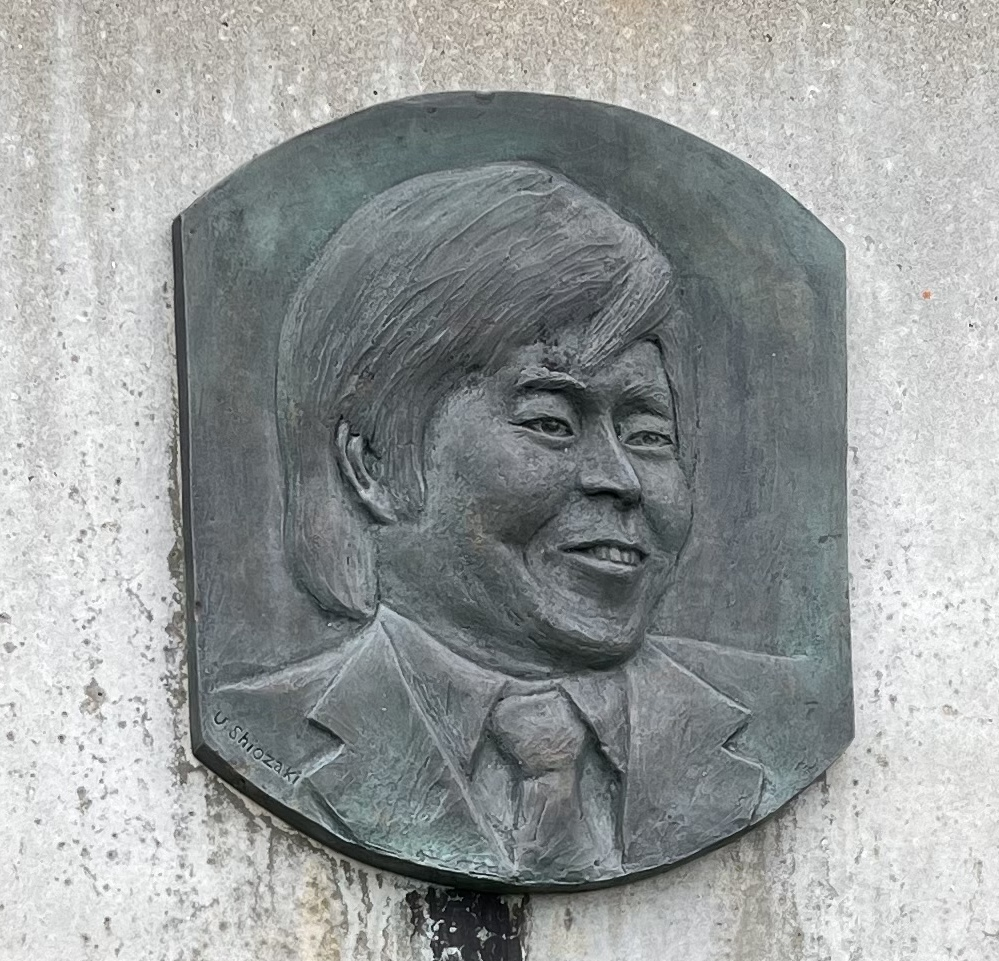
그린란드 나흐사흐수악에 설치된 우에무라 나오미 기념 부조

우에무라 나오미(일본어: 植村 直己, うえむら なおみ, 1941년 2월 12일 ~ 1984년 2월 13일)는 일본의 탐험가이다.
효고현 기노사키 군 히다카 정(현재의 도요오카시)에서 태어나 메이지 대학 산악부에 들어가면서 산행을 시작했고 1970년 마쓰우라 데루오와 함께 일본인으로는 최초로 에베레스트 산 등정에 성공하였다. 1978년에는 홀로 북극점에 도달하기도 했으며, 1984년 2월 북아메리카 맥킨리 산을 단독으로 등반하고 하산하던 도중에 실종되었다.